# Semialarium mexicanum
Semialarium mexicanum o cancerina, es una especie de árbol pertenecientes a la familia Celastraceae.

## Descripción
Son árboles bajos con ramas patentes, que alcanza un tamaño de hasta 8 m de alto, o arbustos de 2 m de alto o trepadoras gruesas y escandentes. Hojas obovadas o elíptico-oblongas, de 4–10 cm de largo y 2–6 cm de ancho, ápice redondeado u obtuso, a veces mucronulado, base redondeada a subatenuada, márgenes remotamente crenado-serrados, subcoriáceas, con frecuencia escasamente hírtulas o tomentulosas en el envés, glabrescentes. Inflorescencia pálido puberulenta cuando joven, con ramificación pseudodicótoma, 2–6 cm de largo, pedúnculo 1–2.5 cm de largo, flores 7–10 mm de largo, verde amarillentas a blanco verdosas o verdes; sépalos suborbiculares, 1–1.3 mm de largo, puberulentos por fuera, margen ligeramente eroso; pétalos patentes, oblongos, 3–5 mm de largo, glabros, subcarnosos, margen entero; disco anular-pulvinado, 2–3 mm de diámetro; filamentos cortos, ligulados, anteras ampliamente reniformes, anaranjadas; ovario con 6–8 óvulos por lóculo, estilo corto, grueso, estigma inconspicuo. Fruto una cápsula péndula, 10–13 mm de diámetro, los 3 mericarpos básicamente connados por 1–3 cm, cada uno ampliamente obovado, emarginado en el ápice, 5–7 cm de largo; semillas 3 cm de largo, con un ala basal de 2 cm de largo y 1–1.5 cm de ancho.

## Distribución y hábitat
Especie común, se encuentra en playas y bosques secos, zonas pacífica y norcentral; 10–900 m; desde México a Panamá.

## Propiedades
Se aprovecha la raíz preparada en cocimiento, administrado por vía oral para tratar las úlceras; y por vía local para lavar heridas.
Química
La corteza de la raíz de Semialarium mexicanum contiene los sesquiterpenos emarginatina A e hipocrateínas I y II, también presentes en la corteza del tallo, y el poliprenoide trans-poliipreno.

## Taxonomía
Semialarium mexicanum fue descrita por (Miers) Mennega y publicado en Proceedings of the Koninklijke Nederlandse Akademie van Wetenschappen, Series C: Biological and Medical Sciences 91(3): 316. 1988.
Sinonimia
- Hemiangium excelsum (Kunth) A.C.Sm.
- Hippocratea excelsa Kunth
- Hippocratea mexicana Miers
- Hippocratea uniflora Moç. & Sessé ex DC.
- Prionostemma setuliferum Miers[3]